# Exceptio
Die  Exceptio (lat. Einrede) bedeutete im Formularprozess der frühen römischen Kaiserzeit zunächst lediglich, dass einem Beklagten ein ihm unter bestimmten Bedingungen günstiger Ausnahmetatbestand zugesprochen wurde (negative Verurteilungsbedingung), deren Fehlen andererseits zu einer Verurteilung geführt hätte. Später entwickelte sich begrifflich daraus das Rechtsinstitut der privatrechtlichen Einrede, deren Wirksamkeit voraussetzte, dass der Beklagte sich auf sie berief. Der Prätor nahm die Einrede dann in die Prozessformel und damit in das Prozessprogramm (litis contestatio) auf.
Wichtige exceptiones des römischen Rechts:
- exceptio doli: Einrede der Arglist. Wer arglistig handelt, verdient keinen Rechtsschutz. Im deutschen BGB ist die exceptio doli der Sache nach in § 242 BGB enthalten (vgl. auch Arglisteinrede).
- exceptio doli praesentis: Einrede der gegenwärtigen Arglist. Gegenwärtige Arglist ist böswilliges, treuwidriges Verhalten während der Prozessführung.
- exceptio doli praeteritis: Einrede der vergangenen Arglist. Vergangene Arglist ist böswilliges, treuwidriges Verhalten vor dem Prozess.
- exceptio metus: Einrede wegen Furcht. Einrede gegen Ansprüche, die unter Zwang begründet worden sind.

In der nachklassischen Zeit nannte sich die exceptio dann praescriptio. Bekanntes Beispiel ist die Longi temporis praescriptio.